# 強度変調放射線治療
強度変調放射線治療(Intensity-Modulated Radiation Therapy: IMRT)は、癌に対する放射線治療の手法であり、有害事象を低減すると共に、腫瘍の制御率を上げることができる。当初は、脳腫瘍と頭頸部癌(上咽頭癌や中咽頭癌など）、そして前立腺癌にしか保険適応がなかったが、現在では限局した固形悪性腫瘍全てに適応があり、近年普及が進んでいる。そもそも放射線治療とは、電離放射線のX線などを用いて、悪性疾患および一部の良性疾患に対する治療法の一つであり、外科的治療、化学療法と並んで癌の三大療法の一つとして位置づけられている。
現在、画像誘導放射線治療を併用した画像誘導強度変調放射線治療（Image-guided Intensity-Modulated Radiation Therapy: IG-IMRT）が普及し、一般的な治療法として行なわれている。これにより、より精度の高い治療が可能となり、治療効果の改善などメリットが多く報告されている。

## IMRTの臨床応用
- 上・中・下咽頭癌をはじめ、耳鼻咽喉科（頭頸部外科）で扱われる頭頸部癌では、多くの症例で両側耳下腺への被曝を免れず、放射線治療後の唾液分泌低下は必発であり、口腔内乾燥により、しゃべりにくくなったり、嚥下がしにくくなったりとと日常生活に大きな影響を及ぼすことが知られていた。以前は、癌を根治するための代償として諦めるしかなかった有害事象が、IMRTにより、相当程度回避できるようになった。具体的には、耳下腺への被曝を大幅に低減し、治療後の唾液分泌低下を避け、種々の不具合のリスクを低減させることができる。耳下腺以外でも、従来では水晶体や視神経の被曝が避けられなかった症例で、IMRTによる被曝低減により晩期有害事象の白内障を避けられ、視力の温存が期待できる場合などがあり、生活の質に大きく関わる臓器が集中する頭頸部癌でIMRTが果たす役割は大きい。

- また、前立腺癌では、治療にあたって81Gyといった高線量を前立腺に処方しつつ、直腸の高線量領域を少なくすることが可能で、局所制御率を高めつつ、晩期の直腸出血を低下させることができる。

- そのほか、全身の多くの固形腫瘍に対してIMRTが試みられているが、IMRTでは低線量被曝の領域が広がることから、小児における照射後の成長障害や若年者では二次発がんの可能性が高まる可能性があることなど、今後解明していくべき課題も多く、低線量被曝を問題とした場合、理論上は陽子線治療を用いる方が良さそうだと考えられ、臨床研究が行なわれており、小児腫瘍では実際に陽子線治療が行なわれている。

- IMRTは、腫瘍に対して高い放射線量を集中させ周囲の正常組織への影響を少なくし、放射線治療による有害事象を最小限に抑えるといった特殊な放射線治療技術であることは確かであるが、IMRTが常に最良の照射法であるという根拠はなく、状況によっては様々な観点から通常照射を選択する方がよい場合もあり得る。

## 治療計画方法
- 放射線治療では、治療に先立ち、どのように病変に対して放射線を照射するかという計画を立てる。
- 現在は、通常、コンピュータ断層撮影（Computed tomography: CT）の画像を基本として治療計画が行なわれる。治療計画用 CT は 120-140kv 程度のエネルギーで撮影されるのに対し、実際の治療では 6-10MV といった高エネルギーの X 線が用いられる。エネルギーが異なると、それぞれのX線と物質との相互作用は異なるため、治療時の体内各部位の吸収線量を求めるために、あらかじめ、補正用に、CT値と電子密度を変換するテーブルを用意しておく必要がある。これにより、X 線と物質との相互作用が光電効果であるCT画像においてX線の吸収の度合いを数値化したCT値を元に、コンプトン散乱が主体である治療時の吸収線量を算出することができる。実際の線量計算には、superposition法相当か、モンテカルロ法などが用いられる。
- CTのみでは、癌の広がりや正常臓器との位置関係を把握するのが難しいこともあり、このような場合、核磁気共鳴画像（Magnetic resonance image: MRI）や陽電子放射断層撮影（Positron Emission Tomography: PET）の画像を CT に重ね合わせて、参考とすることもある。かつては、こういった手法も、IGRT に含まれていたが、現在は IGRT は照射時に取得した画像で位置を補正する技術とするのが普通である。
- 通常の放射線治療（三次元原体照射（3D-Conformal Radiation Therapy: 3D-CRT））と比べ、遙かに複雑な照射を行なうIMRTでは治療計画におけるコンピュータへの依存度が高い。このため、両者の治療計画の方法は大きく異なる。

### 従来の放射線治療の治療計画法
従来の放射線治療（3D-CRT）の治療計画では、照射野の方向と形状、各方向からの線量を決め、治療計画装置がそれに基づいて計算した線量容積ヒストグラム（DVH: Dose Volume Histgram）を確認して、計画標的体積（PTV: Planning Target Volume）および危険臓器（OARs: Organs at Risk）の線量制約を満たしていれば、それで完成となる。照射法を決め、DVHが決まり、評価というのを順方向計画（forward planning）という。
線量の処方は、PTVを代表する点に対しての点処方とすることが多い。

### IMRTの治療計画法
IMRTでは、まず目標とするDVHを定め、照射法を決めるという順序で計画を立てる。これを逆方向計画(インバース・プランニング: inverse planning)と呼ぶ。IMRTの照射は極めて複雑であり、コンピュータを用いた最適化(Optimization)により、目標とする線量制約を可及的に満たす照射法を導き出す。コンピュータが、放射線腫瘍医の指示にできるだけ合致する照射法を考えてくれるという点では、人工知能（Artificial Intelligence; AI）に近いとも言えるが、目的関数(Objective function)を設定する時のハイパーパラメーターを適切に選ばないと、局所最適解に陥ったり、変数の振動など、まさに AI が直面している問題が治療計画の過程でも起こることがあり、最良の治療計画を立案する上で、目的関数の式と、最適化に用いるアルゴリズム（例えばシンプレックス法、焼き鈍し法など）について、数理的背景を熟知する必要がある。焼き鈍し法では、マルコフ連鎖の遷移確率行列が既約かつ非周期であればマルコフ過程のエルゴート定理から計算回数を繰り返すことによって、大域解が得られるとされるが、コンピュータが扱えるのは、連続数ではなく離散数であり、計算機数学の視点から十分条件に関して理解していなければ、得られた解が、治療システム上、最良な解かの判断もできず、不適切な治療を現実の患者に施行する可能性も否定できない。
線量の処方は、PTV内の一定の容積に対する容積処方とすることが多い。例えば、PTVの95%の容積に78Gy照射するというように処方する。PTVの95%の容積に処方する場合はD95処方、PTVの50%の容積に処方する場合はD50処方というように呼ぶ。

### 線量制約
線量制約とは、脊髄ならば最大線量45Gy、耳下腺ならば30Gy照射される体積が全体の50%未満などというにDVHで評価しやすい形で決まっている。
なお、照射による吸収線量の空間的分布（線量分布）を治療計画装置で計算する際、線量分布を計算する範囲内を三次元的に格子で区切り、治療計画の複雑度などに見合うだけの小さな体積が線量分布を構成する最小の単位を定義し、これをしばしばボクセル(voxel)と呼ぶ（強度変調放射線治療の治療計画を作成する際には、2mm×2mm×2mm以下のボクセルが推奨される）。
危険臓器の線量制約を最大線量で定めると、危険臓器内のボクセルのうちのたった一つだけが線量制約を越えていても、線量制約を満たさないことになる。しかし、通常このような制約逸脱は臨床的意義に乏しく、より有害事象を反映する適切な線量制約が求められる。このため、小体積への吸収線量の上限という形式がとられることが多い。たとえば、45Gy照射されるのが2cc未満というような線量制約が用いられ、「D2cc < 45Gy」のように表記される。
ほかには、ある線量が照射される危険臓器の体積の上限を線量制約とすることがある。たとえば、20Gy照射される体積が肺の25%未満といった制約であり、これは「V20 < 25%」のように表記される。
近年、より正確に有害事象の起こる確率を予測できる NTCP model という概念も広く人口に膾炙してきており、今後はこの計算式が主流となることも予想される。
（ただし、線量制約の多くは経験的なものであり、放射線治療医の間である程度のコンセンサスが得られている、ある臨床試験で条件として決まっている、といったことを参考に申し合わせる。ここで挙げた数字は単なる例であり、妥当性を一切保証しない。）

## 運用

### 線量分割
1回線量は従来の放射線治療で用いられてきた1.8 - 2 Gy用いられることが多い。しかし、従来の点処方の2GyとIMRTのD95処方の2Gyとでは、後者の方がより高線量が投与されることになるので、注意する必要がある。こういう議論の際は、概ねD50処方が従来の点処方に対応するとされることが多い。
治療成績向上や治療期間の短縮などの目的で、分割回数を少なくして1回線量を大きくする試みも盛んに行われている。分割回数の少ない照射のことを寡分割照射(hypofractionated radiation therapy)と呼ぶ。
また、肉眼的腫瘍体積（Gross Tumor Volume: GTV）を含む臨床的標的体積（Clinical Target Volume: CTV）への一回線量を予防領域を含む臨床的標的体積への一回線量よりも大きくして照射する技術も存在する（SIB）。総治療期間を短くできる利点があるが、スケジュールによっては予防領域の一回線量が通常分割照射の一回線量よりも小さくなることがあり、その場合の予防領域の制御率が下がるのではないかという疑念も残る。

### 精度管理
IMRTでは、複雑な照射を行うことから、検証作業が必要となる。実際には物理ファントムと線量計を用いて、治療計画装置で得られた線量分布と実測で得られた線量分布を比較検討することが多い。この作業はQuolity Assurance（QA）と呼ばれる。

## 保険収載

### 内容
2008年4月に保険収載され、
- 前立腺癌
- 頭頸部癌
- 中枢神経癌

が保険適用となった。
さらに、2010年4月からは、全ての限局性固形悪性腫瘍での保険診療が認められた。

### 曖昧な点
限局性「悪性」固形腫瘍の悪性はどういった文脈で解釈すればよいのかが、実地医療においては問題となり得る。
- 臨床的に、悪性腫瘍に準じた治療を必要とする腫瘍を、臨床的悪性腫瘍と呼ぶ。例えば、胸腺腫は、病理学的に良性腫瘍とされているものの、浸潤性増殖・局所再発・胸膜播種・遠隔転移といった悪性度の高い振る舞いを行なう。

- その他、がん診療連携拠点病院で行なわれているがん登録の対象部位として、本来良性である可能性もある「髄膜、脳、嗅神経・視神経・聴神経などの脳神経、下垂体、頭蓋咽頭管、松果体など」が挙げられていることも、混乱を招く一因となっている。

### 施設基準
放射線治療を専ら担当する常勤の医師が2名以上（1人は放射線治療の経験を5年以上有すること）、放射線治療を専ら担当する診療放射線技師（放射線治療の経験を5年以上有するものに限る。）および放射線治療に関する機器の精度管理・照射計画の検証・照射計画の補助作業等を専ら担当する者（診療放射線技師、その他の技術者等）がそれぞれ1名以上いること。
さらに、年間にIMRTを10例以上実施している必要がある。
全国の治療装置数に比較し、放射線治療医は充足しておらず、マンパワー的にIMRTを行なうことのできない施設も多い。
医師２名が、専従しているという条件は、健康保険の適応になるかという点でのみ必要と考えられ、実際 IMRT の点数を取らずに、IMRT を施行してきたグレーゾーンの施設もかつては多くあったが、医師２名の条件を満たさない施設は IMRT の技術を用いてはならないという通達があり、建前上は正式に強度変調放射線治療が行なえなくなった施設も多い。